# Anaplectoidea dohertyi
Anaplectoidea dohertyi är en kackerlacksart som beskrevs av Robert Walter Campbell Shelford 1907. Anaplectoidea dohertyi ingår i släktet Anaplectoidea och familjen småkackerlackor. Inga underarter finns listade i Catalogue of Life.